# 中国逻辑学会
中国逻辑学会（英語：The Chinese Association of Logic）是中华人民共和国逻辑科学工作者组成的全国性、学术性、非营利性社会团体，由中国社会科学院主管，1979年8月在北京市成立。
中国逻辑学会组织学术讨论和业务培训，进行国内外学术交流，组织逻辑专题研究，组织撰写、编辑逻辑学研究的出版物，开展逻辑学优秀成果的评奖活动，不断吸收有意愿并有能力致力于逻辑学科研的人员，巩固和壮大中国逻辑学队伍，积极做好逻辑教育和普及工作，促进中国逻辑学研究事业的发展。
中国逻辑学会自成立以来，在组织全国逻辑工作者开展学术活动、推进中国逻辑研究和教学的现代化、不断提高国民逻辑素质的进程中发挥了积极作用。

## 学会宗旨
团结全国逻辑学工作者和社会有关方面人士，坚持以马克思列宁主义、毛泽东思想、邓小平理论、“三个代表”重要思想、科学发展观、习近平新时代中国特色社会主义思想为指导，贯彻“百花齐放、百家争鸣”的方针，结合建设中国特色社会主义的伟大实践，努力提高中国逻辑学的研究水平，推进中国逻辑研究的现代化，与国际逻辑研究水平接轨，为建设有中国特色的社会主义事业服务。

## 理事会
第一任会长是中国著名的哲学家、逻辑学家金岳霖。中国逻辑学会每4年进行一次理事会换届选举，现为第十届理事会，现任会长邹崇理，副会长蔡曙山、杜国平、冯棉、胡泽洪、黄华新、鞠实儿、任晓明、唐晓嘉、张建军、张学立和周北海，秘书长杜国平（兼）。